# Wadeck Stanczak
Pour les articles homonymes, voir Stanczak.
Wadeck Stanczak né le 30 novembre 1961 à Arpajon (Essonne), est un acteur français.

## Biographie

### Jeunesse
Wadek Jean André Stanczak est le petit-fils d'un immigré polonais. Il est d'abord pratiquant de taekwondo. 

### Débuts
Le film Hors-la-loi lui permet de se faire remarquer, mais c'est André Téchiné qui lui apporte une véritable notoriété : après avoir vu ses bouts d'essai pour Hors-la-loi, le cinéaste l'engage pour son film  Rendez-vous. Ce film, où Wadeck Stanczak tient la vedette aux côtés de Juliette Binoche, Lambert Wilson et Jean-Louis Trintignant, lui vaut le César du meilleur jeune espoir masculin en 1986. C'est aussi grâce à des essais qu'elle avait tournés pour Hors-la-loi que Juliette Binoche a été engagée pour jouer dans Rendez-vous.
Wadeck Stanczak travaille à nouveau avec Téchiné pour le film Le Lieu du crime, dans lequel il donne la réplique à Catherine Deneuve. Il tient ensuite l'un des rôles principaux dans Désordre, réalisé par Olivier Assayas.
Wadeck Stanczak tente par la suite de casser ce qu'il appelle son « côté ténébreux » en tournant des longs-métrages qu'il estime plus commerciaux, mais plusieurs de ses films sont des échecs. Chimère, de Claire Devers, où il est le partenaire de Béatrice Dalle, est très mal accueilli au festival de Cannes 1989 et ne trouve pas son public. Dès le début des années 1990, il se fait plus rare sur les écrans de cinéma, ce qu'il attribue lui-même à ses mauvais choix de films. Il est engagé en 1991 pour Mouche, le film que Marcel Carné a essayé de réaliser durant les dernières années de sa vie. Le tournage est arrêté au bout de huit jours faute d'argent.
On le voit ensuite donner la réplique à Alain Delon dans Le Retour de Casanova. Wadeck Stanczak tourne également plusieurs films en Italie, dont une biographie de Benvenuto Cellini réalisée par Giacomo Battiato. À partir de la fin des années 1990, il se consacre surtout au théâtre et à la télévision, et n'apparaît plus qu'épisodiquement au cinéma. Il rompt ensuite définitivement avec le monde du spectacle.

### Vie privée
Né dans une famille athée, Wadeck Stanczak s'est ensuite rapproché du catholicisme mais a finalement renoncé à se faire baptiser. Il s'est par la suite converti au bouddhisme. 

## Filmographie

### Cinéma

#### Longs métrages
- 1984 : Les Cavaliers de l'orage de Gérard Vergez : Ange
- 1985 : Hors-la-loi de Robin Davis : Christian
- 1985 : Rendez-vous d'André Téchiné : Paulot
- 1986 : Le Lieu du crime d'André Téchiné : Martin
- 1986 : Désordre d'Olivier Assayas : Yvan
- 1987 : Ennemis intimes de Denis Amar : Paul Tayar
- 1988 : La Lumière du lac de Francesca Comencini : Marco
- 1988 : La Nuit de l'océan d'Antoine Perset : Jonathan
- 1989 : Chimère de Claire Devers : Léo
- 1990 : Cellini, l'or et le sang de Giacomo Battiato : Benvenuto Cellini
- 1991 : L'Autre de Bernard Giraudeau : l’homme à la fenêtre
- 1991 : Mouche de Marcel Carné (inachevé)
- 1992 : Le Retour de Casanova d'Édouard Niermans : Lorenzi
- 1992 : La Vie crevée de Guillaume Nicloux :
- 1996 : C'est jamais loin d'Alain Centonze : Christian Chapuis
- 1997 : Les Couleurs du diable d'Alain Jessua : Nicolas
- 2000 : Furia d'Alexandre Aja : Laurence
- 2000 : Là-bas, mon pays d'Alexandre Arcady : Francis

#### Courts métrages
- 1993 : Le Linge sale de Muriel Téodori :
- 2005 : El Derechazo de Pascal Sid et Julien Lacombe : Señor Vargas
- 2010 : C’est un homme et une femme dans une barque… de Frédéric Zaïd : L’homme

### Télévision

#### Téléfilms
- 1991 : Les Carnassiers d'Yves Boisset : Bernie Delorme
- 1991 : Bella Vista d'Alfredo Arias :
- 1993 : Nom de code : Missus (Missus) d’Alberto Negrin : Major Pozarki
- 1995 : L'Annamite de Thierry Chabert : l’abbé Brenne
- 1997 : Le Pantalon d'Yves Boisset : Lucien Bersot
- 1999 : Brigade des mineurs de Michaëla Watteaux : Stéphane Delage
- 1999 : Retour à Fonteyne de Philomène Esposito : Guillaume

#### Séries télévisées
- 1986 : Série noire, épisode Piège à flics de Dominique Othenin-Girard : Phil
- 1996 : Chercheurs d'or de Marc Simenon : Belliou / Smoke Bellew
- 1997 : Les Marmottes de Jean-Denis Robert et Daniel Vigne : Max
- 1997 : Marseille de Didier Albert (mini série) : Michel Favier
- 1986 : Sami, le pion, épisode Rumeur de Patrice Martineau : Philippe Martel
- 2002 : Alice Nevers, le juge est une femme, épisode Juge contre juge de Pierre Boutron : Didier Portal
- 2005 : Les Rois maudits de Josée Dayan : Gaucher de Châtillon
- 2005 : Vérité oblige, épisode Dénonciation calomnieuse de Dominique Ladoge : Serge Nedelec
- 2009 : Paris 16e, 33 épisodes : Alfred Saint-Faye
- 2012 : Alice Nevers, le juge est une femme, épisode Jardin secret de René Manzor : Pierre Gourmet
- 2012 : Section de recherches, épisode Vacances mortelles de Christian Guérinel : Jean-Paul Renoir
- 2012 : Plus belle la vie, saisons 8 et 9, onze épisodes réalisés par Emmanuel Rigaut, Roger Wielgus et Christophe Reichert : Teddy Manet

## Théâtre
- 1996 : La Sage Épouse[7] de Carlo Goldoni, mise en scène Antonio Arena, Théâtre Silvia-Monfort

## Distinctions
- 1986 : César du meilleur espoir masculin pour Rendez-vous d'André Téchiné